# Lagoa do Pau (Coruripe)
A lagoa do Pau, localizada no município brasileiro de Coruripe, concilia rio, mar, lagoa e mata atlântica.